# NGC 4304
NGC 4304 (również PGC 40055) – galaktyka spiralna z poprzeczką (SBbc), znajdująca się w gwiazdozbiorze Hydry. Odkrył ją John Herschel 28 kwietnia 1834 roku.